# Rossinyol de roureda (bolet)
El rossinyol de roureda(Cantharellus pallens), també conegut per rossinyol de sureda, és una espècie de bolet de l'ordre dels cantarel·lals (Cantharellales) del grup dels rossinyols vers.

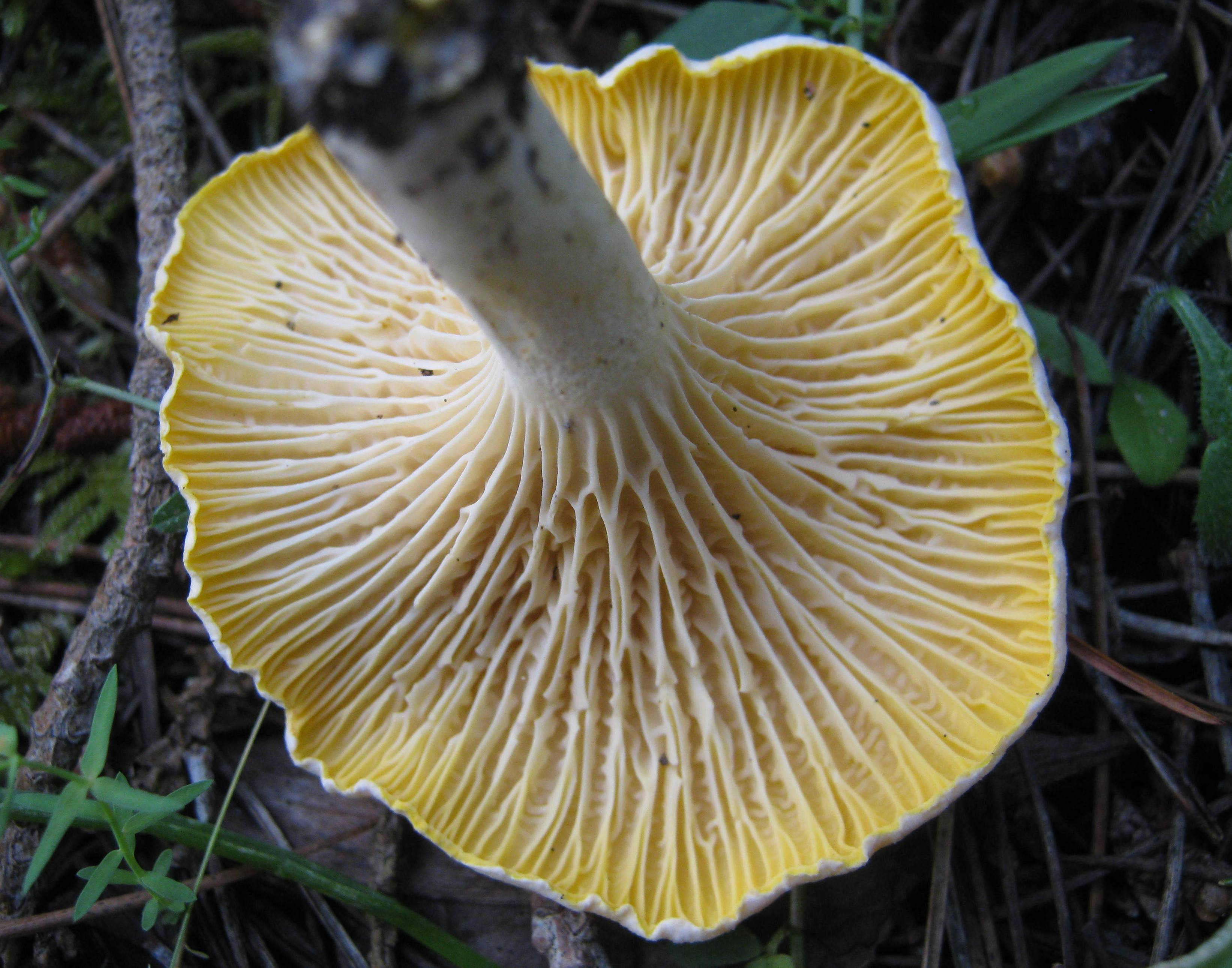
Revers de rossinyol de roureda (Cantharellus pallens) mostrant l'extrem dels plecs en Y de color groc més viu

És un bolet de barret blanc ataronjat pàl·lid i un revers clarament més brillant, de color groc ataronjat prop del marge; viu associat a boscos de planifolis sobre terrenys àcids, silícics, més corrent en rouredes però que pot aparèixer vora alzina, surera, faig i castanyer, en boscs purs o mixtes amb pi.

## Morfologia
Bolet de barret mitjà a gran, de 3-9 cm de diàmetre, carnós, de color blanc ataronjat molt pàl·lid en el jove, més tard groc ataronjat amb àrees o taques blanc ataronjades; superfície de finament vellutada a llisa; marge gruixut.
Revers amb venes bifurcades, de color groc ocraci a groc ataronjat, gairebé sempre de color més brillant al marge.

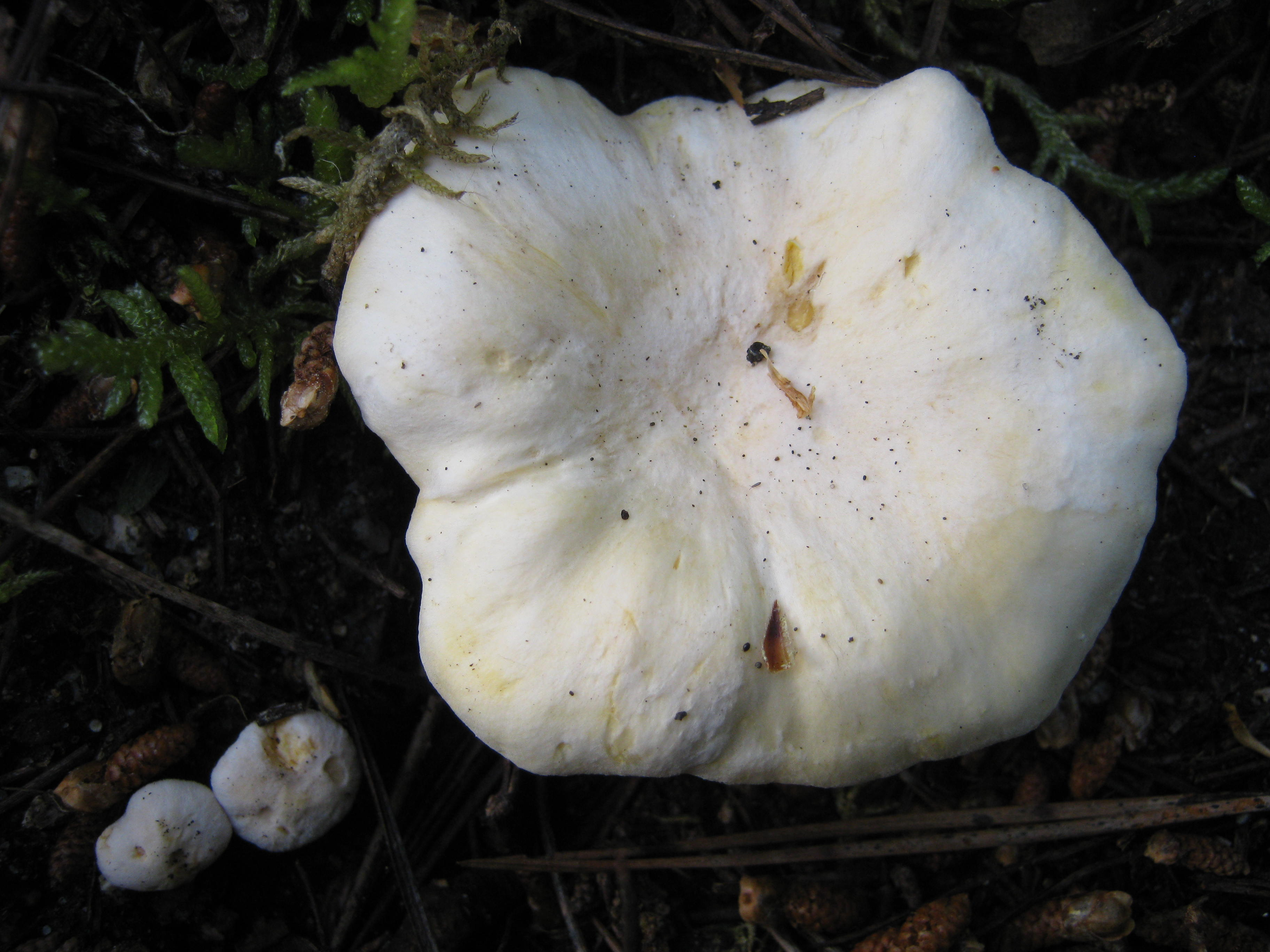
Superfície del barret del rossinyol de roureda (Cantharellus pallens) amb aspecte enfarinat

Cama cilíndrica, molt pàl·lida
Carn blanca

## Hàbitat
Comú des de primavera a tardor, sempre sobre sòls de substrat àcid; des de la muntanya mitjana a la terra baixa i el litoral; en boscos de planifolis, especialment rouredes, alzinars, suredes i fagedes.

## Comestibilitat
Comestible, considerat d'excel·lent qualitat. S'ha de menjar ben cuit